# Amara (Nubia)

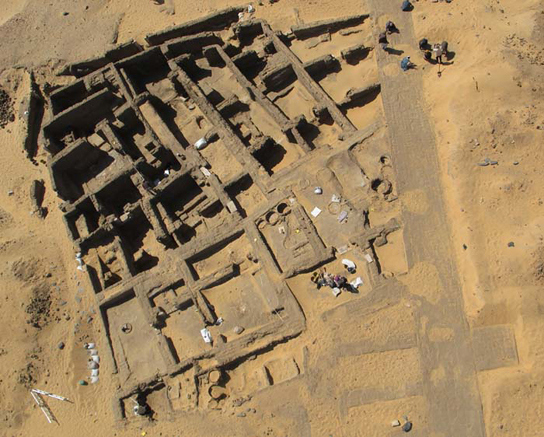
Pozostałości starożytnego egipskiego miasta Amara

Amara – starożytne egipskie miasto w Nubii, na terenie obecnego północnego Sudanu, ok. 400 km na południe od egipskiego Asuanu. Położone pomiędzy II a III kataraktą. Rozróżnia się Amara Zachodnie i Amara Wschodnie, odpowiednio na zachodniej i wschodniej stronie Nilu. 

## Amara Zachodnie
Amara Zachodnie jest rozległą świątynią Ramzesa II, położoną na zachodnim brzegu Nilu naprzeciw współczesnym miasta Abri. Pierwotnie położone było na wyspie, obecnie w dużej mierze pogrzebane jest pod piaskami pustyni. Było siedzibą administracji egipskiej górnej Nubii (Kusz), z czasów panowania Setiego I (1306–1290 p.n.e.) i stało się znane jako dom Ramzesa kochającego boga Amona. 

## Amara Wschodnie
Amara Wschodnie było znaczącym ośrodkiem miejskim w okresie meroickim. Znajdowała się tu świątynia wzniesiona przez nubijskiego króla Natakamaniego, z której do naszych czasów zachowały się jedynie resztki murów.

## Wykopaliska
Wykopaliska prowadzone w latach 1938–1939 i 1947–1950 odkryły kamień ozdobny świątyni z okresu panowania Ramzesa II, z późniejszymi dodatkami. Następne prace archeologiczne rozpoczęto w roku 2009, w tym badania w zachodniej części miasta, nowym cmentarzu na wschód od miasta. W 2010 roku skupiono się na wykopaliska na cmentarzu. Większość eksponatów z wykopalisk znajdują się w British Museum w Londynie.